# Royal Asiatic Society
The Royal Asiatic Society of Great Britain and Ireland (Real Sociedade Asiática da Grã-Bretanha e Irlanda), em geral conhecida simplesmente por Royal Asiatic Society ou RAS, é uma organização fundada em Londres no ano de 1823 tendo, como objetivo estatutário, a "investigação e o encorajamento da investigação de assuntos da ciência, da literatura e das artes relativos à Ásia". A RAS foi fundada por iniciativa de um distinto grupo de orientalistas liderado por Henry Thomas Colebrooke, um estudioso do sânscrito, e recebeu, em 1824, de Jorge IV do Reino Unido, o estatuto de Sociedade Real. A sociedade tem mantido, ao longo dos anos, uma presença atuante, criando capítulos locais em alguns países asiáticos e congregando os mais distintos estudiosos das línguas e culturas da Ásia.

## Objetivos
Nos termos dos seus estatutos, aprovados por carta régia de Jorge IV da Grã-Bretanha datada de 11 de Agosto de 1824, a Royal Asiatic Society of Great Britain and Ireland (RAS) tem, como objetivo, o fomento do estudo das ciências, línguas e culturas da Ásia (nas palavras do estatuto: the investigation of subjects connected with and for the encouragement of science, literature and the arts in relation to Asia). Desde a sua fundação, a RAS tem sido um foro de pesquisa académica, ao mais alto nível, promovendo conferências, editando periódicos especializados, com destaque para o Journal of the Royal Asiatic Society (o JRAS), e publicando obras sobre temática asiática. A RAS é considerada a academia sénior de estudos asiáticos do Reino Unido, incluindo entre os seus membros os seus mais notáveis estudiosos. Os membros da Sociedade têm o direito de usar após o seu nome as iniciais FRAS, Fellow of the Royal Asiatic Society.

## História
A RAS foi fundada em Londres no ano de 1823 por iniciativa de um grupo de notáveis estudiosos do orientalismo, apoiados por um grupo de oficiais ligados à administração colonial britânica, em espacial ao Raj Britânico. O grupo era liderado por Henry Thomas Colebrooke, um importante estudioso do sânscrito que fora presidente da Asiatic Society of Calcutta, que pretendia que a nova sociedade fosse uma contraparte metropolitana daquela instituição, fundada na Índia em 1774 pelo jurista e estudioso do sânscrito Sir William Jones.
Quando o Oriental Club de Londres foi formado em 1824, foi fixado que ser membro da RAS era uma das quatro qualificações para admissão no novo clube.
A estreita ligação da RAS ao Império Britânico no Oriente levou a que a maior parte dos trabalhos produzidos pelos seus membros, ou apoiados pela Sociedade, focassem temas relativos ao subcontinente indiano. Contudo, os objetivos da RAS estendiam-se muito para além da Índia, abrangendo todo campo de estudo que se convencionara ser coberto pelo orientalismo, incluindo toda a Ásia, a Etiópia e as culturas islâmicas do Magrebe. A sociedade coloca contudo algumas limitações ao seu campo de investigação, nomeadamente não apoiando estudos de história contemporânea e estudos de política actual. Esta moratória na investigação de assuntos da atualidade levou à fundação da Central Asian Society, que depois se transformou na Royal Society for Asian Affairs. Depois da Segunda Guerra Mundial, com o gradual fim da hegemonia britânica na a leste do Suez, a RAS manteve o seu foco Ásia, remetendo-se a um papel puramente académico e politicamente desinteressado.
Durante toda a sua história, a Royal Asiatic Society of Great Britain and Ireland manteve um número reduzido de membros (os fellows), recrutados pelo seu valor académico e influência pública de entre os mais distintos investigadores e reputados políticos ligados aos assuntos da Ásia. Entre os membros mais notáveis contam-se personalidades como Rabindranath Tagore, Sir Aurel Stein e Sir Wilfred Thesiger. Apesar de serem admitidos membros de todo o mundo, a maioria é proveniente do Reino Unido e dos países asiáticos que foram colónias britânicas. Novos membros são eleitos regularmente.
A RAS mantém sociedades afiliadas em vários pontos da Ásia: na Índia (Calcutá, Bombaim, Bangalore, Madras e Bihar), Sri Lanka (a Royal Asiatic Society of Sri Lanka), Hong Kong (fundada em 1847), Japão, Malásia (estabelecida 1877) e Seoul, Coreia (fundada em 1900). A antiga filial de Bombaim é agora The Asiatic Society of Bombay. Em 2008 a filial de Shanghai, que existira de 1857 a 1949, foi restabelecida como a Royal Asiatic Society, North Asia Branch.
O Journal of the Royal Asiatic Society (JRAS) é publicado quatro vezes por ano pela Cambridge University Press, tendo como objetivo a publicação de artigos científicos sobre os temas de estudo da Sociedade e a crítica e revisão de literatura sobre as mesmas temáticas. Para além do JRS a Sociedade publica regularmente manuscritos históricos e monografias de grande qualidade académica.
A RAS mantém o Oriental Translation Fund of Great Britain and Ireland, um fundo estabelecido em 1828, destinado a apoiar a edição de obras sobre temáticas asiática que pelas suas características não pudessem ser editadas pelos editores comerciais. Criado o contexto dos fundos editoriais da época Vitoriana (os antecessores dos clubes do livro) que imprimiam obras para distribuição pelos seus subscritores, ao contrário do que aconteceu com a sua maioria, o funda da RAS sobreviveu até aos nossos dias, mantendo uma nova série de edições e distribuindo as antigas publicações em suporte digital para fins de investigação. Os resultados obtidos pelo fundão foram excelentes desde a sua fundação.
A Royal Asiatic Society é, presentemente, presidida pelo historiador Gordon Johnson e tem, como patrono, o príncipe Carlos de Gales.

## Algumas publicações da RAS
- "Charter of Incorporation of the Royal Asiatic Society of Great Britain and Ireland." Journal of the Royal Asiatic Society. pp 25–27, 1957.
- Beckingham, C.F. Centenary Volume of the Royal Asiatic Society of Great Britain and Ireland 1823-1923. Pargiter, F.E. (ed.) Published by the Society, 1923, London.
- Mashita, Hiroyuki. Theology, Ethics and Metaphysics: Royal Asiatic Society Classics of Islam. Routledge Publishing, 2003.
- Royal Asiatic Society of Great Britain and Ireland. B. W. Robinson. Persian Paintings in the Collection of the Royal Asiatic Society Routledge, 1998.
- Rost, Reinhold. "Miscellaneous Papers Relating to Indo-China and the Indian Archipelago" Reprinted for the Straits Branch of the Royal Asiatic Society, from the "Journals" of the Royal Asiatic, Bengal Asiatic, and Royal Geographical Societies; the "Transactions" and "Journal" of the Asiatic Society of Batavia ... Royal Asiatic Society of Great Britain and Ireland Malayan Branch Published by Trübner & co., 1887.
- Tritton, Arthur Stanley. Muslim Theology... Royal Asiatic Society by Luzac, 1947.
- Winternitz, Moriz (compiled), Frederick William Thomas (appendix). A Catalogue of South Indian Sanskrit Manuscripts: Especially Those of the Whish Collection Belonging to the Royal Asiatic Society of Great Britain and Ireland. Royal Asiatic Society of Great Britain and Ireland Library. Whish Collection, 1902.